# Marino Chiovatti
Marino Chiovatti (Vicenza, ... – ...; fl. XX secolo) è stato un calciatore italiano, di ruolo difensore.

## Carriera
Fu tra i primi calciatori vicentini. Nel 1904 il Vicenza sconfisse la Reyer Venezia, conquistando così il titolo di campione regionale, garantendosi così la possibilità di prendere parte al torneo interregionale valevole per il titolo nazionale. Il 3 giugno 1904 gioca la partita persa per 5-0 contro l'Andrea Doria.
Muore durante la prima guerra mondiale; aveva terminato la propria carriera nel 1911, in occasione della sfida valevole per il titolo nazionale, disputata a Borgo Casale contro la Pro Vercelli.